# Aziz Senni
Aziz Senni est un entrepreneur et investisseur franco-marocain né le 31 août 1976 à Khouribga (Maroc). 

## Biographie
Aziz Senni est né le 31 août 1976 à Khourigba (Maroc), d'où sont originaires ses parents. 
De père cheminot et de mère femme au foyer, aîné d'une famille de six enfants, Aziz Senni a passé son enfance dans la cité du Val-Fourré à Mantes-la-Jolie dans les Yvelines.
Marié, père d'un enfant, il vit à Mantes-la-Jolie.

### Parcours professionnel
En 2000, il s'inspire de l'idée des « taxis brousse » pour créer Alliance Transport et Accompagnement, société de « taxis collectifs ». Cette dernière est mise en liquidation judiciaire le 21 juillet 2016.
En 2005, en collaboration avec le journaliste Jean-Marc Pitte, il publie L’ascenseur social est en panne, j’ai pris l’escalier, préfacé par Claude Bébéar. En huit mois et demi, le livre se vend à 15 000 exemplaires.  
En 2007, il lance Business Angels des cités (BAC), fonds d’investissement consacré au développement économique des banlieues. 
En 2009, la société de gestion Business Angels des Cités (BAC), gérant les fonds BAC I et BAC II, est radiée du Registre du commerce. Impact Partners, nouvelle société de gestion créée le 21 novembre 2008, reprend la gestion de ces fonds.
En novembre 2010, en collaboration avec la journaliste économique Catherine Bernard, il publie Monte ton biz : les dix commandements de l'entrepreneur des cités.
L'année suivante, la présidence de la Commission européenne le sélectionne afin de participer à un programme destiné aux jeunes de moins à 40 ans fort potentiel :  « 40 under 40 : European Young Leaders ».
En 2013, il crée l’École des découvertes, association recrutant des jeunes issus de milieux défavorisés afin de les former en alternance aux métiers de l'informatique. La même année, il est classé 63e leader économique français dans la catégorie des dirigeants de moins de 40 ans  par Le Figaro Magazine. 
En 2015, à nouveau avec Jean-Marc Pitte, il publie L’ascenseur social est toujours en panne, il y a du monde dans l'escalier, préfacé par Jean-Louis Borloo. Les droits d’auteurs seront reversés à une association de soutien aux femmes en difficulté. 
En mai 2017, il a créé à Dakar C Mon Taxi !, un opérateur de micro-leasing en Afrique francophone  dont le but est de former et de financer, sans apport ni caution, des entrepreneurs taxis afin qu'ils deviennent propriétaires de leur outil de travail.

### Parcours politique
En 2007, il est nommé conseiller spécial sur les questions de société auprès de François Bayrou, candidat UDF à l'élection présidentielle. La même année, il se présente aux élections législatives dans la 8e circonscription des Yvelines sous l'étiquette UDF-MoDem (7,62 %).
L'année suivante, il rejoint le Nouveau Centre présidé par Hervé Morin où il exerce la fonction de secrétaire national chargé des PME.
En 2012, il devient porte-parole d'Hervé Morin, ministre de la Défense, candidat à l'élection présidentielle. L'année suivante, Jean-Louis Borloo lui propose de cofonder l'UDI et le nomme secrétaire national chargé de la prévention de la délinquance.
En 2014, candidat aux élections municipales à Creil, sa liste « Creil en action » réalise 4,62 % des suffrages.
Après le retrait de Jean-Louis Borloo de la vie politique, il quitte l'UDI et suspend tout engagement politique.

## Publications

### Livres
- L'ascenseur social est en panne, j'ai pris l'escalier, éditions l'Archipel (préface Claude Bébéar), 2005
- Monte ton biz, les 10 commandements de l'entrepreneur, avec  Catherine Bernard, éditions Pearson, 2010
- L'ascenseur social est toujours en panne, il y a du monde dans l'escalier, avec Jean-Marc Pitte, éditions Le Passeur (préface Jean-Louis Borloo), 2015

### Article de revue
- « Faire émerger des banlieues des acteurs de poids », Revue internationale et stratégique, no 73,‎ janvier 2009, p. 71-73 (DOI 10.3917/ris.073.0071, lire en ligne)